# Adolf Neumann (Architekt)
Adolf Neumann (* 4. Juni 1852; † 16. Juni 1920 in Niederlößnitz, heute Radebeul; vollständiger Name Adolf Theodor Neumann) war ein sächsischer Architekt und Baumeister mit einer eigenen Bauunternehmung (Wilhelm-Busch-Straße 11). In dem rechts daneben liegenden Bauhof befindet sich heute ein Dachdeckerunternehmen.

## Leben und Wirken

Kötzschenbroda und Niederlößnitz: In der Bildmitte liegt die Villa Adolf Neumanns, nach links unten schließt der Bauhof an.

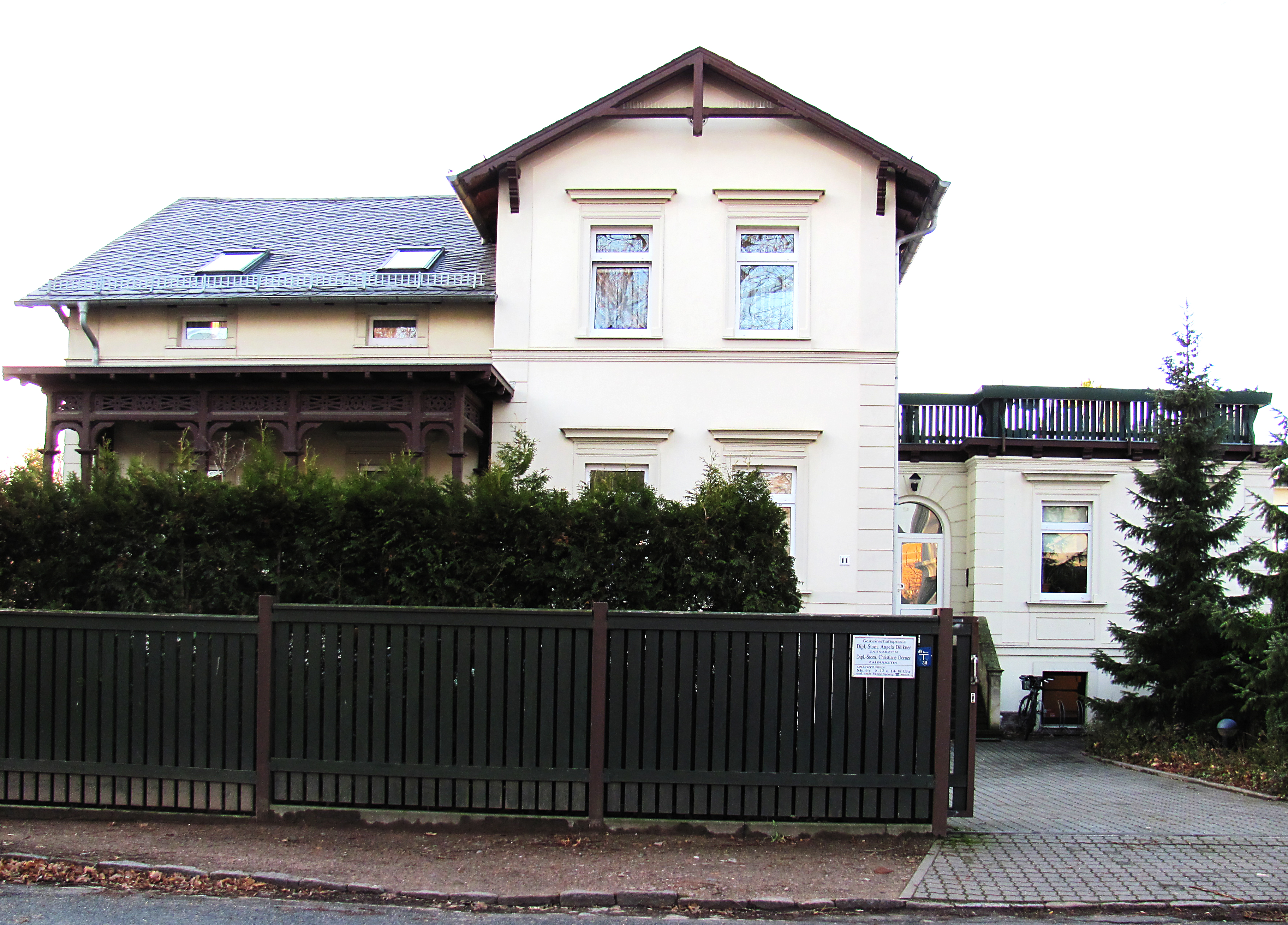
Villa Adolf Neumanns. Rechts schließt sich der ehemalige Bauhof an.

Im Jahr 1892 gehörte Neumann dem Gemeinderat der Gemeinde Niederlößnitz an, als dieser, vertreten durch seinen Gemeindevorstand Christian Friedrich Petz und die beiden Ratsmitglieder Hermann Zschau und Adolf Neumann selbst, bei der zuständigen Amtshauptmannschaft Dresden-Neustadt den Bau eines Rathauses beantragte. Der Bau wurde im Anschluss an die Genehmigung ebenfalls durch Neumann realisiert.
Sein Unternehmen wurde ab dem 5. November 1908 vom Baumeister Felix Sommer (1878–1934), der bereits ab etwa 1902 als Mitarbeiter für Neumann entworfen hatte, als Adolf Neumann Nachf. fortgeführt.
Neumanns Grabstelle befindet sich auf dem Friedhof Radebeul-West.
Mehrere Dutzend der von Neumann errichteten Bauwerke stehen heute unter Denkmalschutz.

## Bauten (Baudenkmale)
Die im Folgenden aufgeführten Bauten sind in der Denkmaltopographie Bundesrepublik Deutschland. Denkmale in Sachsen: Stadt Radebeul aufgeführte Kulturdenkmale. Sie stellen damit kein vollständiges Werkverzeichnis dar.
- 1901: Weinbergspavillon Jägerhofstraße 17a in Niederlößnitz, Jägerhofstraße 17a

### Villen

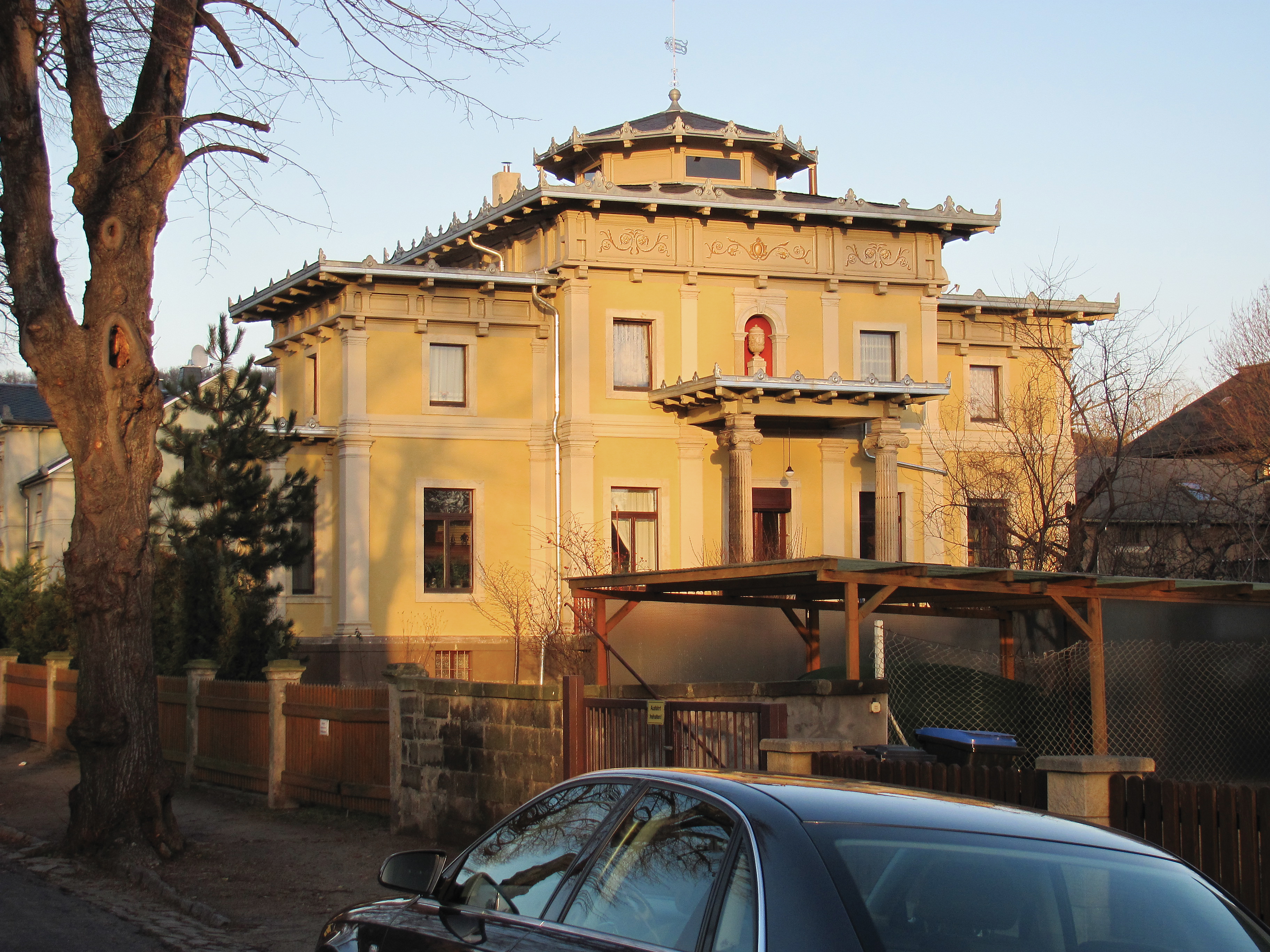
Villa für Ernst Louis Becher, 2012

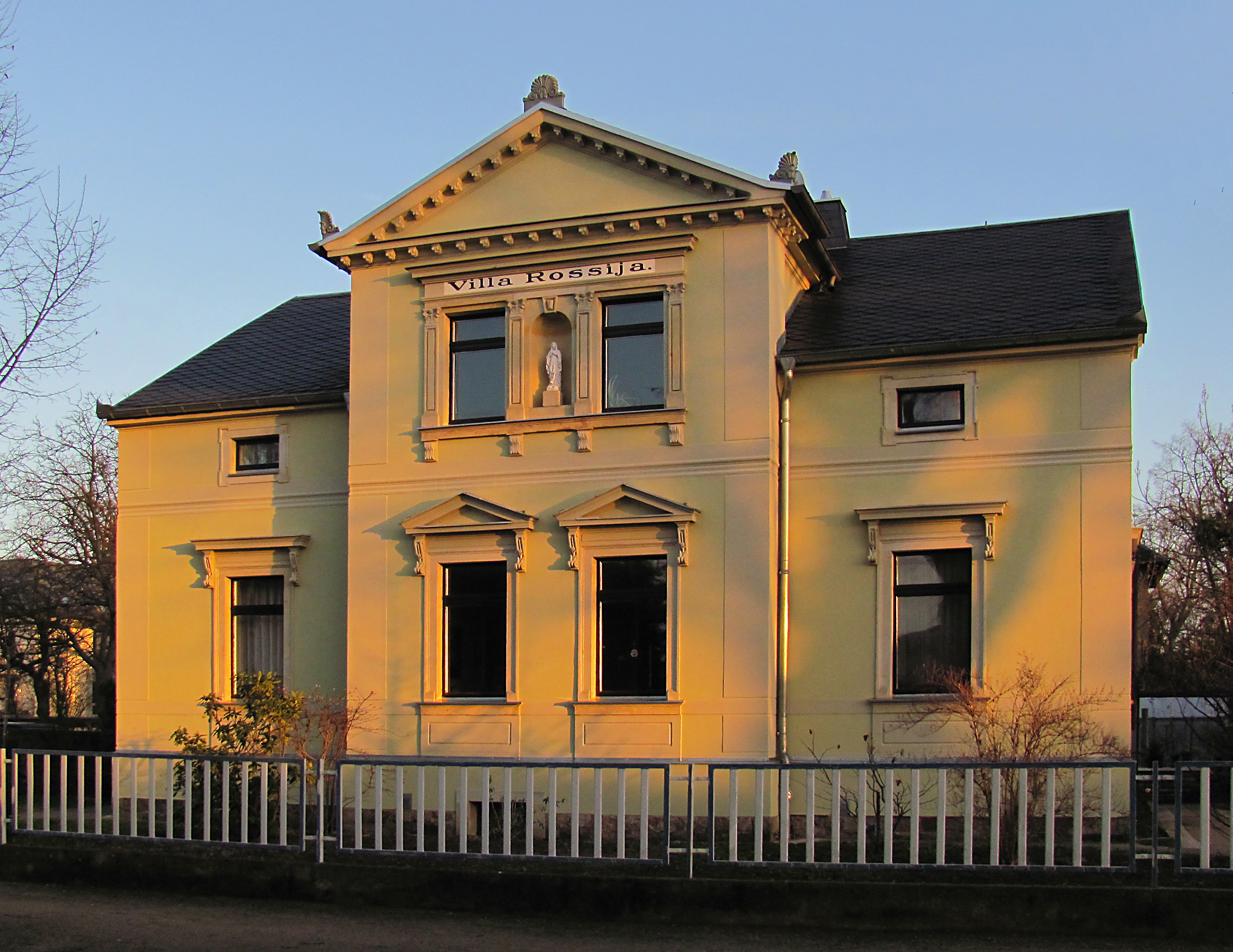
Villa Rossija

- 1872–1876: Entwurf Villa Dorothee in Niederlößnitz, heute Radebeul, Obere Bergstraße 20
- 1875/1876: Villa Johann Gottlieb Roch in Kötzschenbroda, heute Radebeul, Ludwig-Richter-Allee 5
- 1875–1877: Entwurf Villa Ernst Louis Becher in Niederlößnitz, Ludwig-Richter-Allee 6
- 1877: Villa Augusta in Kötzschenbroda, Ludwig-Richter-Allee 7
- 1879/1880: Villa Ludwig-Richter-Allee 9 in Niederlößnitz
- 1881/1882: Villa Franziska in Niederlößnitz, Ludwig-Richter-Allee 15
- 1881/1882: Villa Carl Bär in Kötzschenbroda, heute Radebeul, Heinrich-Zille-Straße 51
- 1882: Mietvilla Friedrich August Goebel in Kötzschenbroda, Meißner Straße 223
- um 1885: Villa Meta in Niederlößnitz, Karlstraße 9
- 1885/1886: Villa Rossija in Niederlößnitz, Ludwig-Richter-Allee 8
- 1886/1887: Entwurf Villa Theodor Clemens Hanke in Niederlößnitz, Heinrich-Heine-Straße 6
- 1888: Villenartiges Landhaus Carl Gottfried Bär in Niederlößnitz, Am Bornberge 10
- 1888: Villa Adolf Neumann in Niederlößnitz, Wilhelm-Busch-Straße 11 (Neumanns Firmen- und Wohnsitz)[4]
- 1888/1889: Villa Ludwig-Richter-Allee 17 in Niederlößnitz
- 1890: Mietvilla Wilhelm-Busch-Straße 8 in Kötzschenbroda
- 1890/1891: Villa Sophie in Kötzschenbroda, Güterhofstraße 11
- 1891/1892: Villa Rosenheim in Niederlößnitz, Wilhelm-Busch-Straße 10
- 1891–1895: Entwurf Villa Edmund Friedrich Werner in Niederlößnitz, Hohe Straße 38 (Realisierung: Hugo Große)
- 1892: Anbau Villa Käthe-Kollwitz-Straße 26 in Niederlößnitz
- 1892: Mietvilla Obere Bergstraße 64 in Niederlößnitz
- 1892: Mietvilla Heinrich Emil Unger in Niederlößnitz, Am Bornberge 9 (ehemals Wilhelm-Busch-Straße 18)
- 1892/1893: Villa Gustav Mohn in Niederlößnitz, Blumenstraße 15 (Entwurf Adolf Neumann zugewiesen)

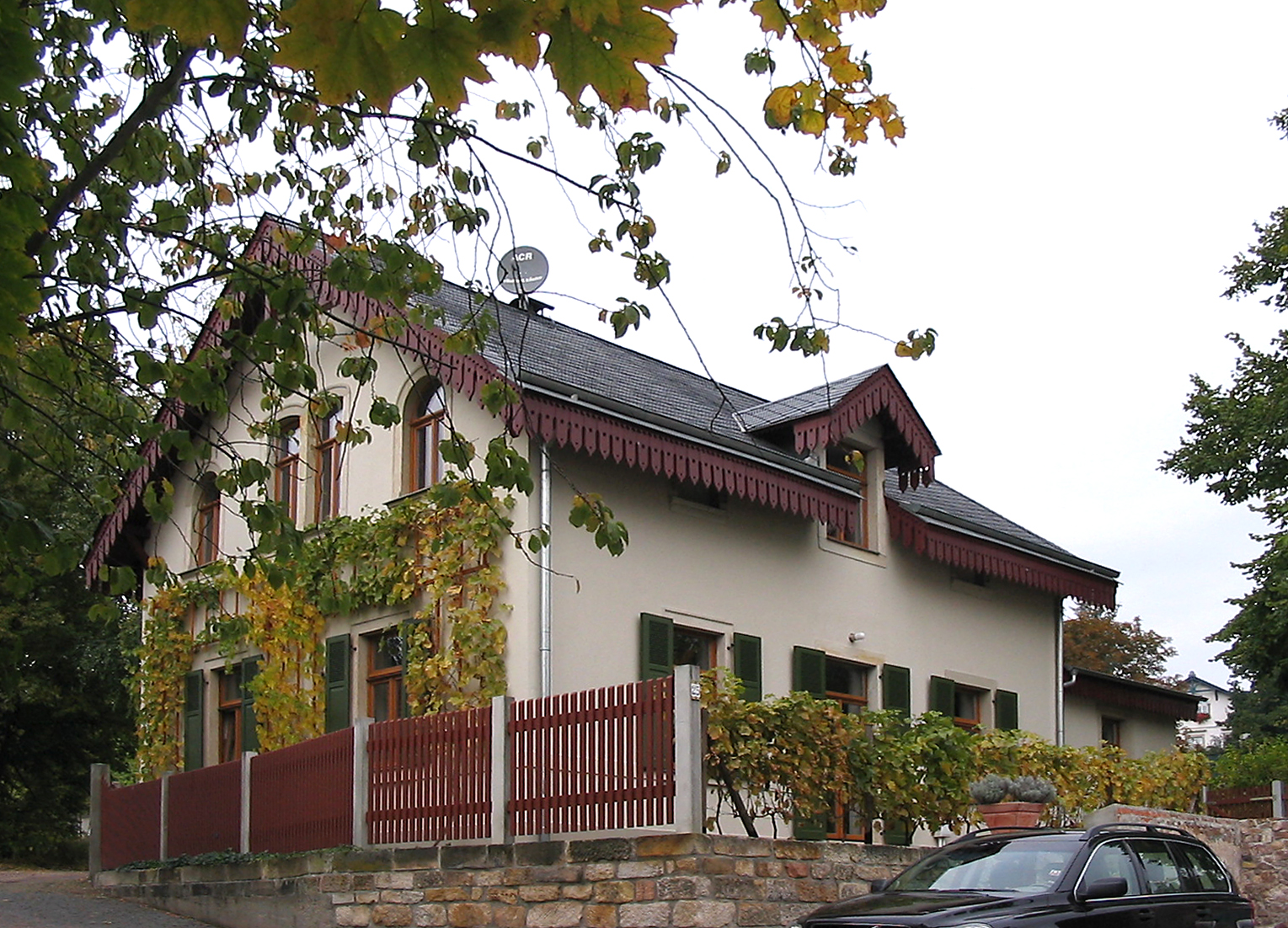
Gärtnerhaus der Goldschmidtvilla

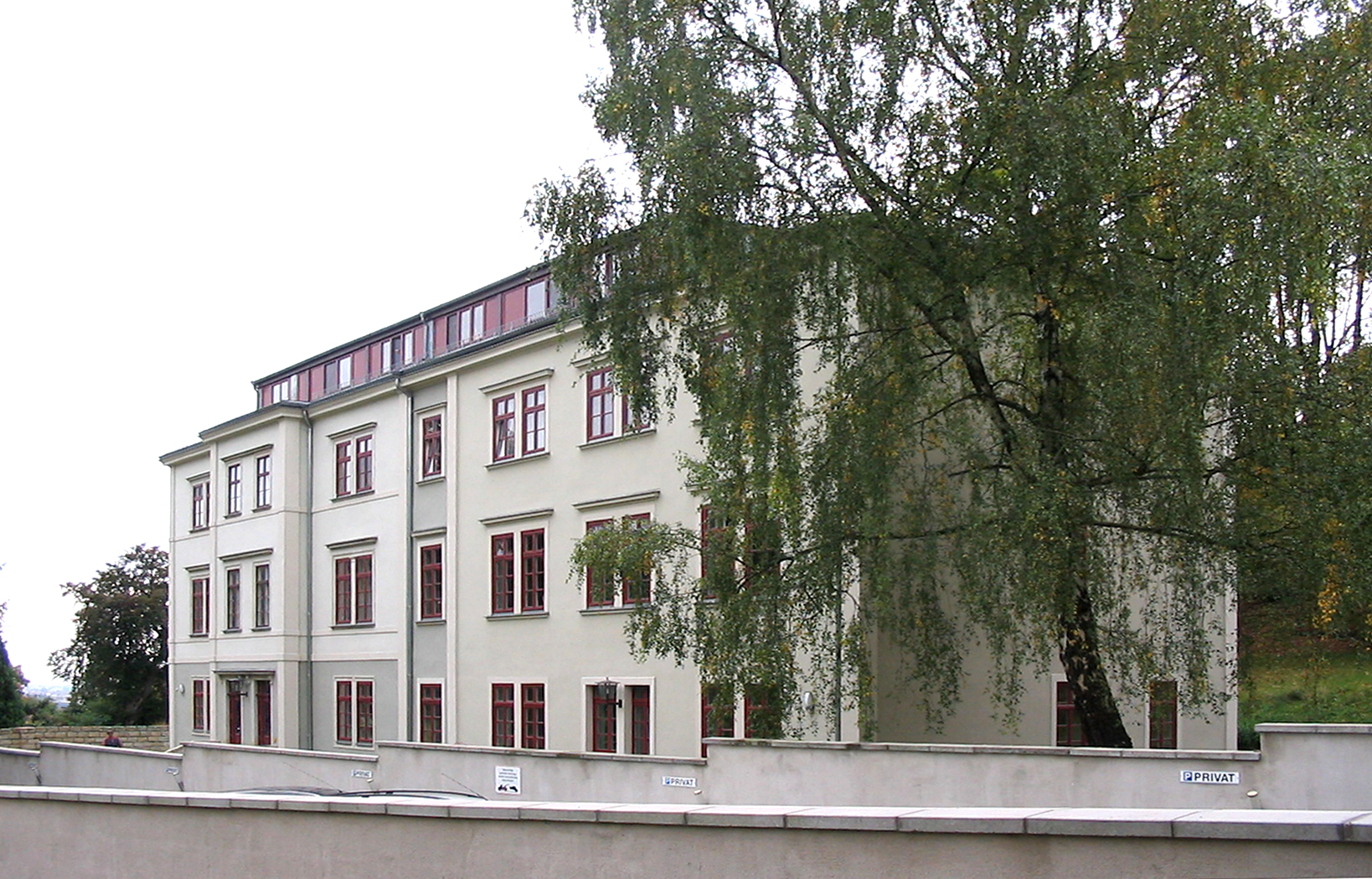
Goldschmidtvilla, Blick von Westen

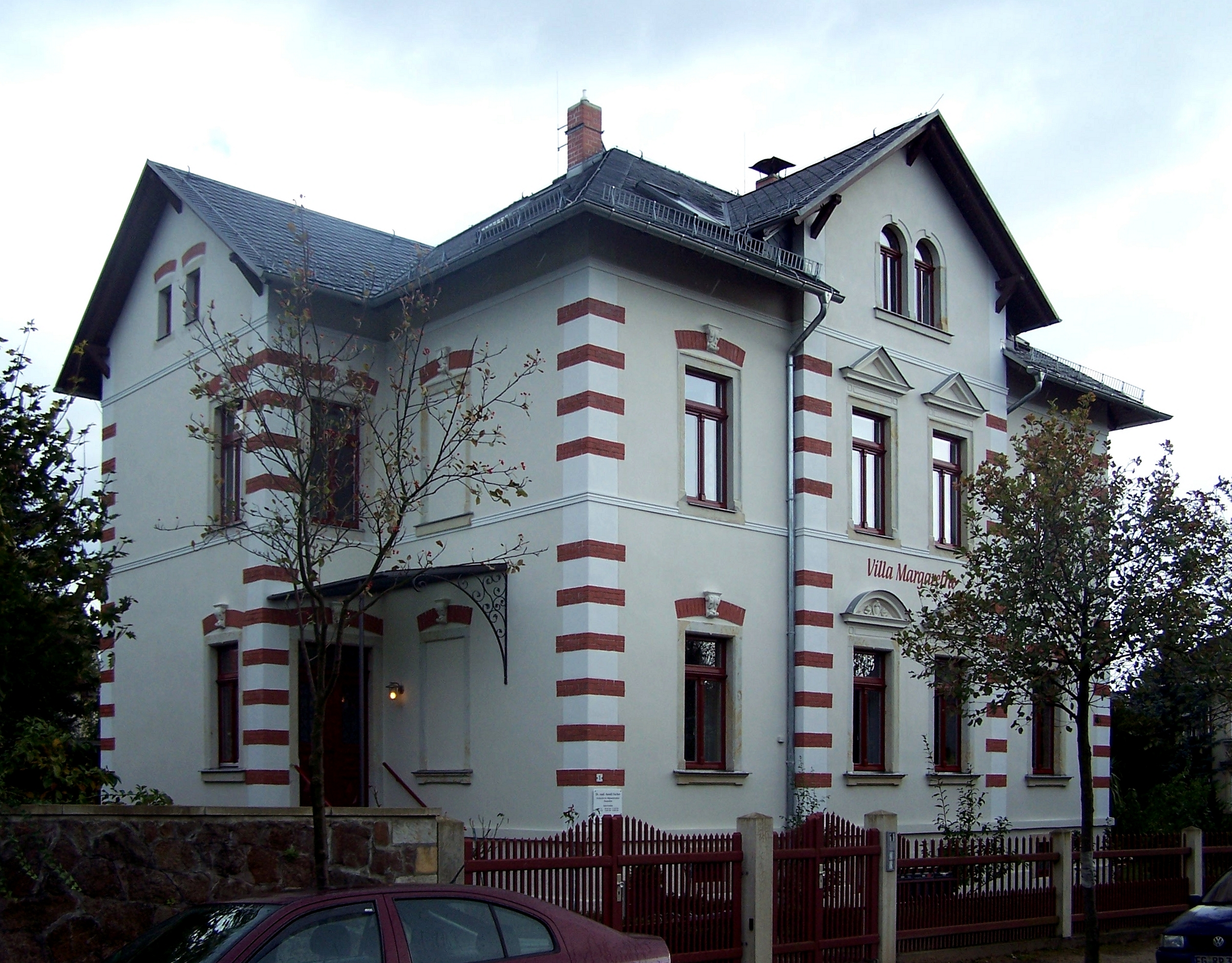
Villa Margarethe

- 1893: Gärtnerhaus der Goldschmidtvilla in Niederlößnitz, Dr.-Rudolf-Friedrichs-Straße 25
- 1893: Villa Anna R. Donath in Niederlößnitz, Blumenstraße 9
- 1893: Villa Bohemia in Niederlößnitz, Dr.-Rudolf-Friedrichs-Straße 13
- 1893: Villa Gustav Hermann Claus in Niederlößnitz, Hohe Straße 41
- 1893/1894: Villa Marie in Niederlößnitz, Dr.-Rudolf-Friedrichs-Straße 17 (Bau Adolf Neumann zugewiesen)
- 1893/1894: Villa Susanna in Niederlößnitz, Karl-Liebknecht-Straße 3 (1896 Umbauten für Alfred Naumann, Leipzig)
- 1893/1894: Mietvilla Wilhelm-Busch-Straße 12 in Niederlößnitz
- 1894: Entwurf der Goldschmidtvilla in Niederlößnitz, Auf den Bergen 9
- 1894: Villa Friedrich Traugott Hermann Claus in Niederlößnitz, Hohe Straße 29
- 1894: Entwurf Mietvilla Friedrich Traugott Hermann Claus in Niederlößnitz, Hohe Straße 39
- 1894: Mietvilla Bruno Hörning in Oberlößnitz, Wettinstraße 9
- 1894/1895: Villa Ernst Robert Richter in Niederlößnitz, Dr.-Rudolf-Friedrichs-Straße 19
- 1894/1895: Villa Hohe Straße 45 in Niederlößnitz (1901 im Besitz der Schauspielerin, Journalistin und Fabrikbesitzerin Silvia Brand)
- 1895: Mietvilla Hermann Schwendler in Alt-Radebeul, Karl-Marx-Straße 4
- 1895/1896: Mietvilla Meißner Straße 220 in Kötzschenbroda
- 1896/1897: Mietvilla Heinrich Völkel in Niederlößnitz, Heinrichstraße 9
- 1896/1897: Villa Borstraße 58 in Niederlößnitz
- 1896/1897: Villa Obere Bergstraße 56 in Niederlößnitz
- 1896/1897: Villa Margarethe in Alt-Radebeul, Clara-Zetkin-Straße 1
- 1897/1898: Villa Korea in Niederlößnitz, Blumenstraße 6 (Heim des Kaiserlich Russischen Gesandten in Korea a. D. Carl v. Waeber)
- 1897/1898: Teilrealisierung Villa Jägers Heim in Niederlößnitz, Borstraße 4
- 1897/1898: Mietvilla Obere Bergstraße 54 in Niederlößnitz
- 1897/1898: Mietvilla Johann Heinrich Winkler in Niederlößnitz, Thomas-Mann-Straße 3
- 1898: Villa Max Hugo Voigtländer in Niederlößnitz, Dr.-Rudolf-Friedrichs-Straße 42
- 1898: Villa Marie in Oberlößnitz, heute Radebeul, Hauptstraße 64
- 1898/1899: Mietvilla Carl Georg Semper in Kötzschenbroda-Oberort, Jägerstraße 4
- 1898/1899: Mietvilla Wilhelm-Busch-Straße 1 in Kötzschenbroda
- 1898–1900: Umbau Seitengebäude Mietvilla Carl Semper, Obere Bergstraße 13 in Niederlößnitz
- 1898–1902: Mietvilla Karl Gottfried Bär in Niederlößnitz, Karl-Liebknecht-Straße 1

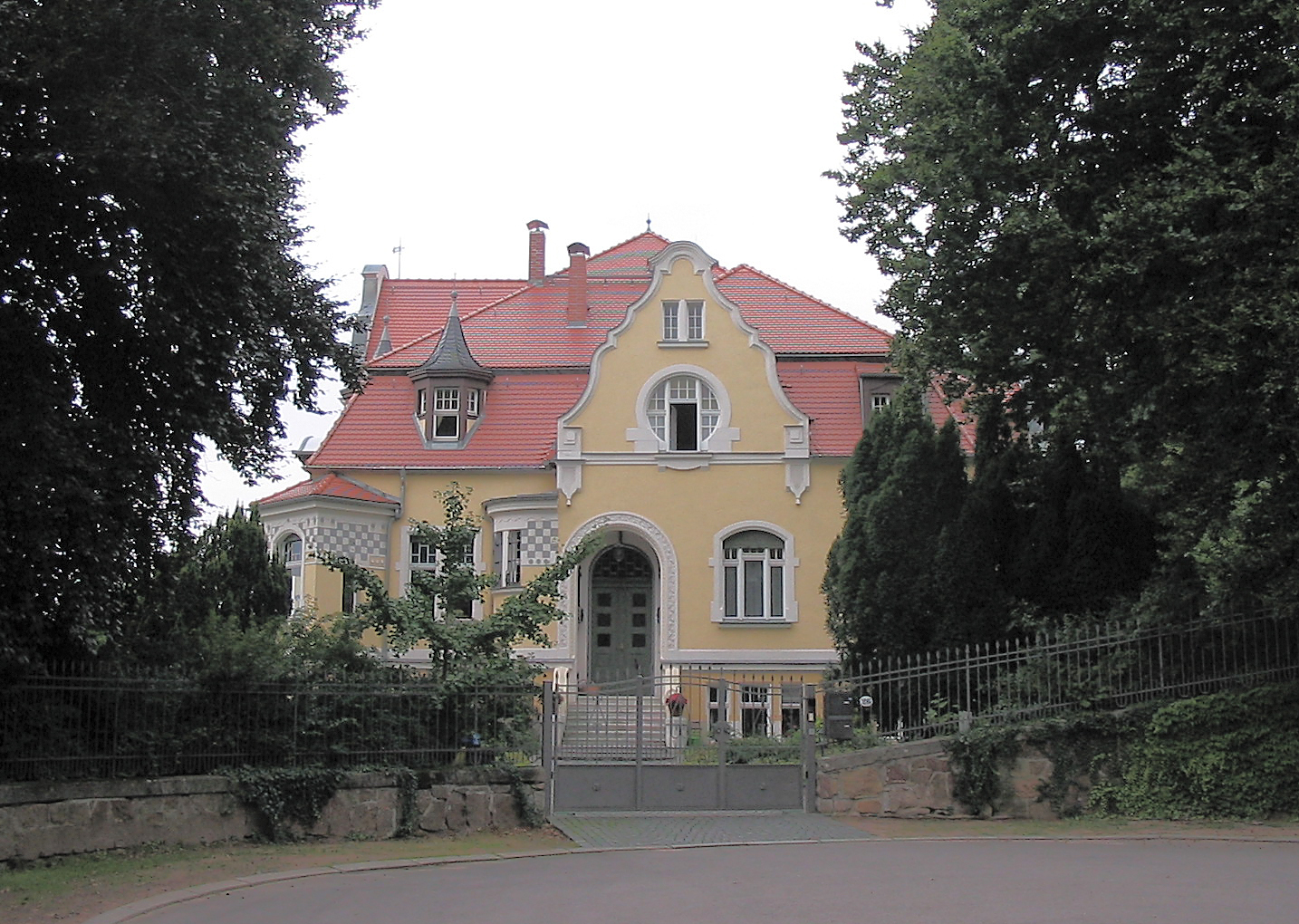
Villa Schwarze

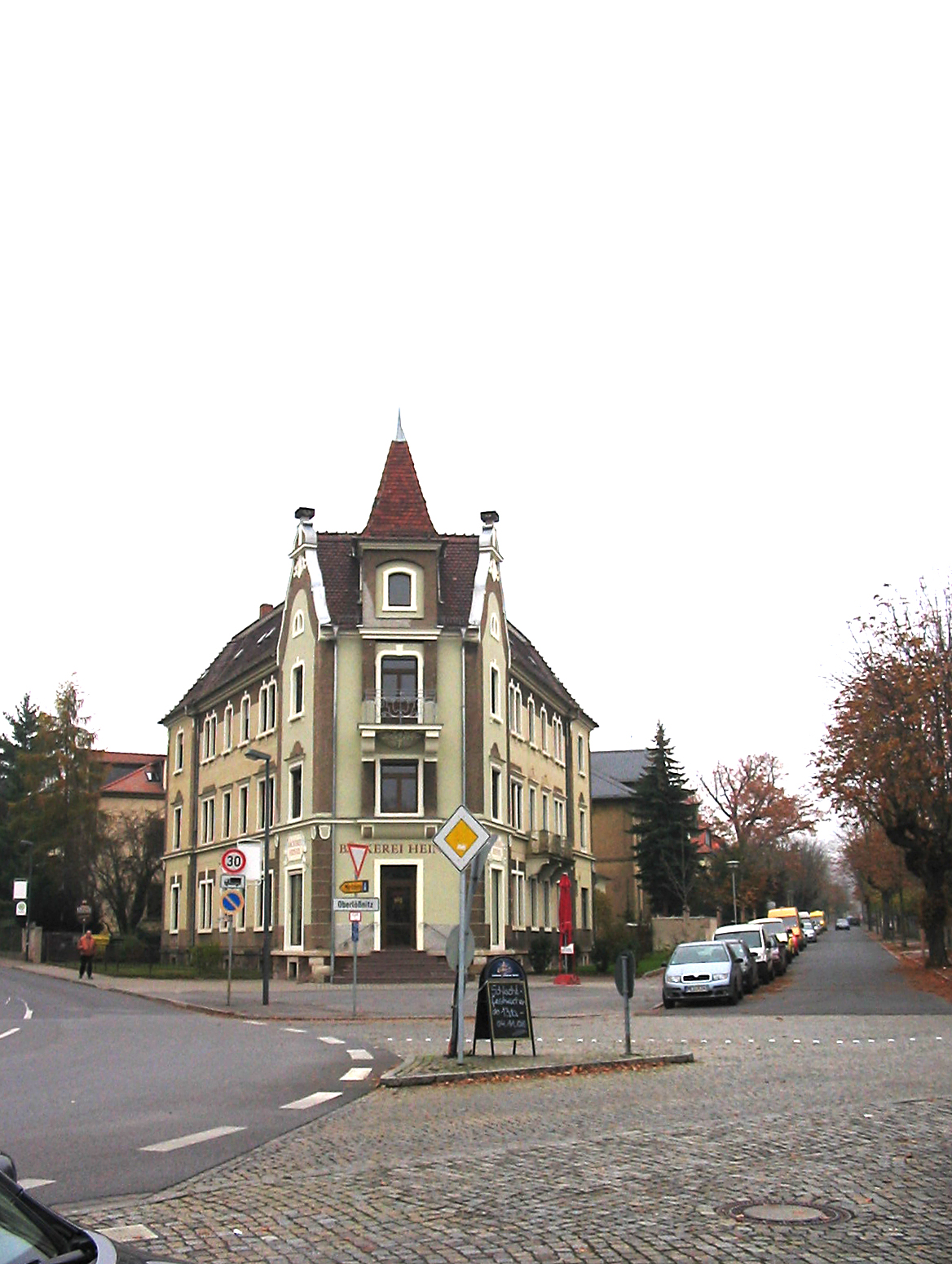
Wohn- und Geschäftshaus Karl-Marx-Straße 2, vom Trafoturm an der Meißner Straße aus

- 1900: Entwurf Mietvilla Moritz Umlauft in Niederlößnitz, Karl-Liebknecht-Straße 10
- 1900: Mietvilla Gustav Otto Neubert in Niederlößnitz, Kellereistraße 8
- 1900: Mietvilla Rennerbergstraße 14 in Niederlößnitz (Entwurf Adolf Neumann zugewiesen)
- 1900/1901: Entwurf Villa Lina in Niederlößnitz, Horst-Viedt-Straße 3
- 1900/1901: Villa Martins-Klause in Niederlößnitz, Am Bornberge 16
- 1901/1902: Villa Sanssouci in Kötzschenbroda, Käthe-Kollwitz-Straße 6 (Entwurf Adolf Neumann bzw. Felix Sommer)
- 1902: Mietvilla Emil Förster in Niederlößnitz, Bodelschwinghstraße 6
- 1902–1904: Villa Göbel in Niederlößnitz, Dr.-Külz-Straße 2 (Entwurf Felix Sommer)
- 1902–1904: Villa Käthe-Kollwitz-Straße 4 in Kötzschenbroda (Entwurf Adolf Neumann bzw. Felix Sommer)
- 1904: Pferdestall (Remisengebäude, heute Heinrich-Heine-Straße 11a) Villa Lina in Niederlößnitz, Horst-Viedt-Straße 3
- 1904/1905: Planänderungen und Bau Landhaus Gustav Müller in Niederlößnitz, Blumenstraße 4 (Erstentwurf: Carl Käfer)
- 1905/1906: Villa mit Produktionsgebäude in Kötzschenbroda, Bernhard-Voß-Straße 25 für Johannes Wilhelm Hofmann (Elektroarmaturenwerk JWH)
- 1907/1908: Villa Schwarze in Niederlößnitz, Prof.-Wilhelm-Ring 26 (in der Villenkolonie Altfriedstein)
- Um 1908: Villa Dr.-Külz-Straße 25 in Niederlößnitz

### Miets-, Wohn- und Geschäftshäuser
- 1876/1877: Wohnhaus Altkötzschenbroda 41 in Kötzschenbroda
- 1897: Wohn- und Geschäftshaus Karl-Marx-Straße 1 in Alt-Radebeul, Karl-Marx-Straße 1
- 1897/1898: Ladeneinbau in das Wohnhaus Altkötzschenbroda 32 in Kötzschenbroda
- 1900: verworfener Erstentwurf Wohn- und Geschäftshaus Karl-Marx-Straße 2 in Alt-Radebeul, Karl-Marx-Straße 2
- 1900/1901: Wohn- und Geschäftshaus Bruno Uhlmann in Niederlößnitz, Moritzburger Straße 14 (Erstentwurf von F. A. Bernhard Große wurde abgelehnt)
- 1904–1908: Wohn- und Geschäftshaus Borstraße 54 in Niederlößnitz (Entwurf: Felix Sommer)
- 1905: Wohn- und Geschäftshaus „Café Schiller“ in Niederlößnitz, Meißner Straße 154

### Öffentliche Bauten

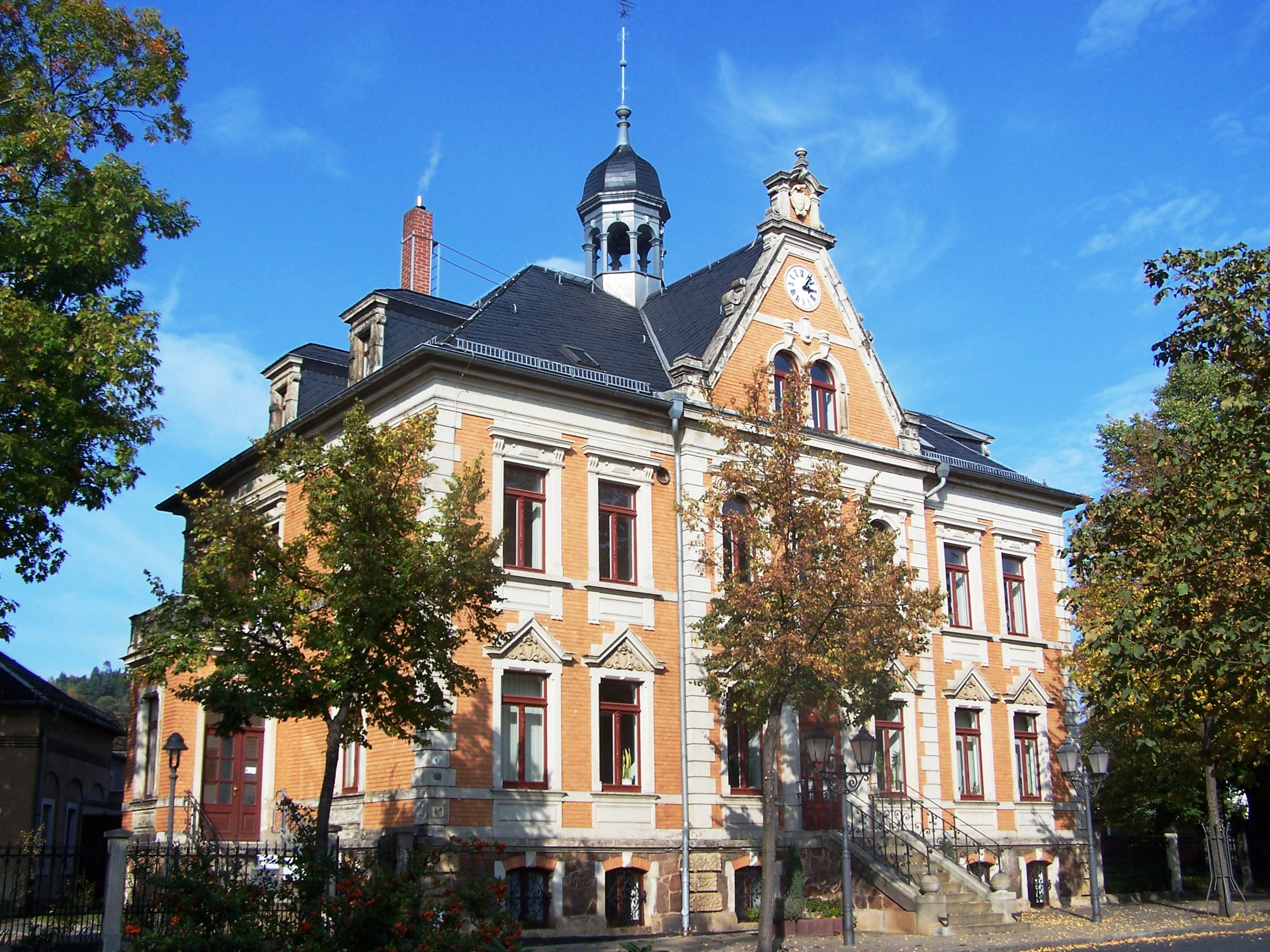
Ehemaliges Rathaus Niederlößnitz

- 1884: Aufstockung Badhotel Niederlößnitz in Niederlößnitz, Burgstraße 2
- 1886: Erweiterung der Grundschule Niederlößnitz, Ledenweg 35 (Baumeister: Gebrüder Ziller) um den Ostflügel mit Uhrturm (um 1906 durch Neubau ersetzt)
- 1892: Gasthaus „Zum Jägerhof“ in Niederlößnitz, Dr.-Rudolf-Friedrichs-Straße 27
- 1892: Erweiterungsgebäude von Dr. Kadners Sanatorium in Niederlößnitz, Schweizerstraße 3
- 1892–1895: Niederlößnitzer Rathaus in Niederlößnitz, Rosa-Luxemburg-Platz 1
- 1893: Aufstockung Vereinshaus in Niederlößnitz, Dr.-Külz-Straße 4 (1887/1888 durch Friedrich Ernst Kießling errichtet)
- 1893: Erweiterungsgebäude des Pfarrtöchterheims in Niederlößnitz, Neufriedstein 2a
- 1897: Aufstockung der Naturheilanstalt „Schloss Niederlössnitz“, Obere Bergstraße 3
- 1900: Anbau an das Ausflugslokal Paradies in Niederlößnitz, Höhenweg 1
- 1902: Anbau der Veranda an das Spitzhaus in Niederlößnitz, Spitzhausstraße 36
- 1904: Gegenentwurf und Bau des Erweiterungsgebäudes des Pfarrtöchterheims in Niederlößnitz, Neufriedstein 1 (Mathildenhaus)
- 1906–1908: Neubau der Grundschule Niederlößnitz, Ledenweg 35 (anstelle des Zillerschen Altbaus)
- 1908: Stiftung eines der vier Jugendstil-Glasfenster im Treppenhaus der Grundschule Niederlößnitz (Obergeschoss links, Signatur: „Gestiftet von den Herren F. W. Härtig, A. Neumann und O. Steche“)

## Literatur

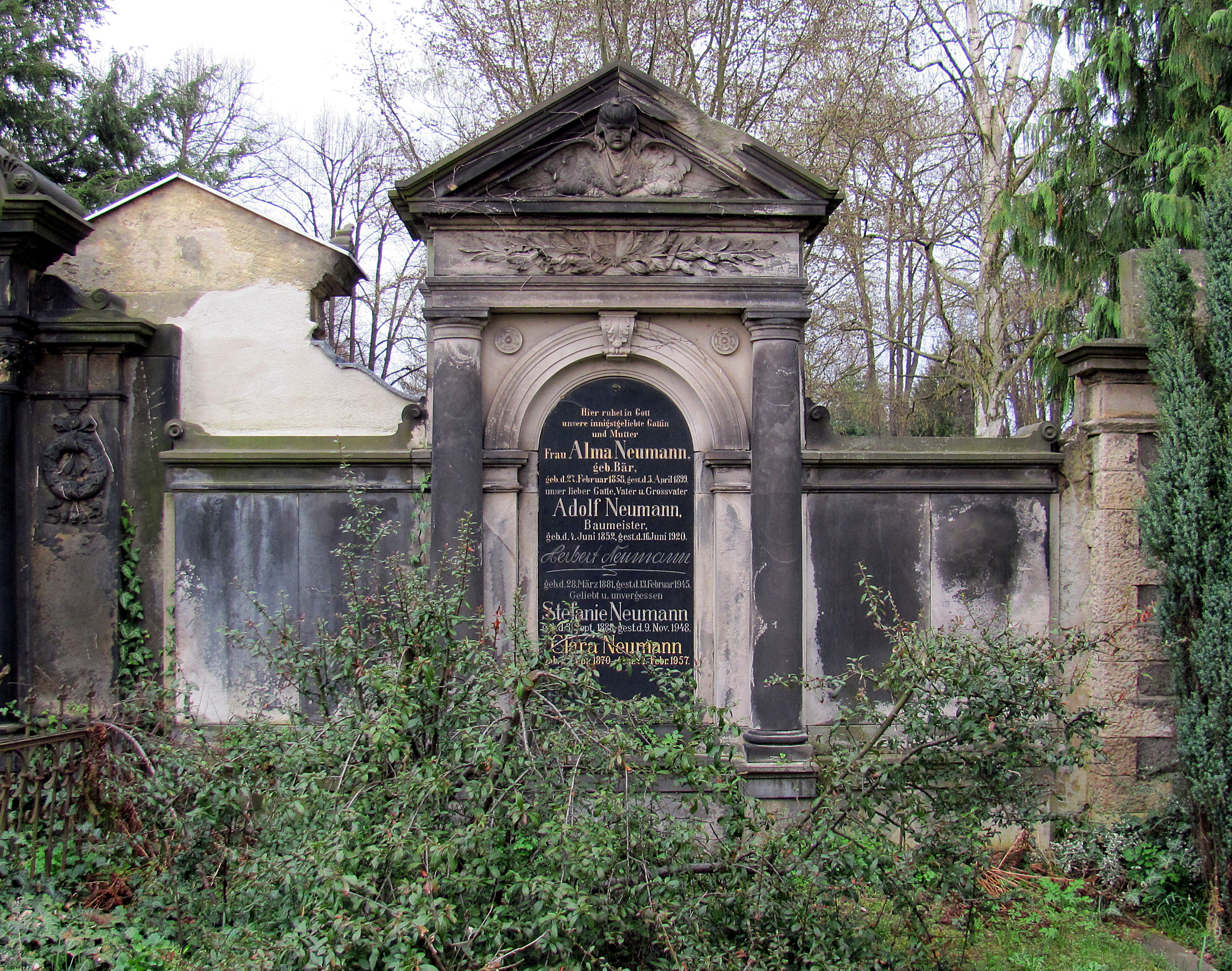
Grabstelle Neumanns auf dem Friedhof Radebeul-West